# Дікпік

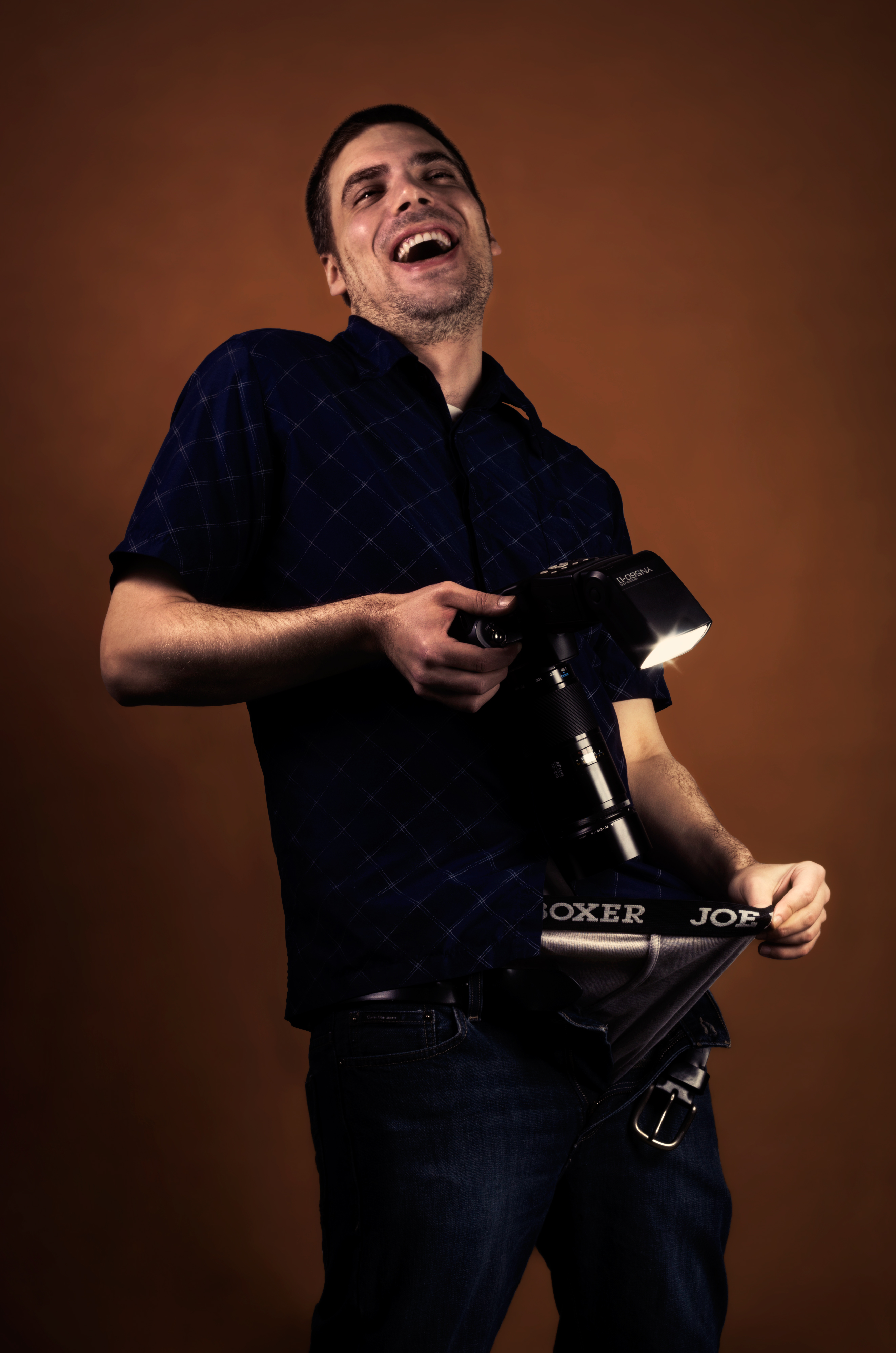
Автопортрет фотографа з камерою, спрямованою на пеніс:

Дікпік (англ. dick pic, від dick, член, та picture, зображення) — фото чи інше зображення пеніса (зазвичай ерегованого), надіслане через Інтернет (у соцмережі, на сайті знайомств, електронною поштою), зазвичай жінкам, часто без згоди одержувачки(-ча): форма сексуальних домагань (кіберпереслідування) та ексгібіціонізму. Зафіксовані часті дікпік-атаки через AirDrop та приватними повідомленнями через соцмережі (відомі численні випадки у Вконтакте та Facebook). У ряді країн, наприклад у Великій Британії, надсилати небажані зображення оголеного тіла заборонено законом («кіберфлешінг»).
Якщо надсилається за згодою, може бути формою секстингу та допомагати задовольняти взаємні сексуальні бажання.

## Мотиви домагання
Дікпік-гарасмент — демонстрація маскулінності, особливо токсичної, що відноситься до нарцисизму. За дослідженням у Journal of Sex Research (2019), відправники небажаних дікпіків, як правило, мають нарцисичні риси особистості. Відмову в згоді та ігнорування бажань одержувачки розглядають як характеристику ворожого сексизму та сексуальних відхилень, а також актом гедонізму.
Свідомо перетинаючи кордони, відправник симулює мужність і намагається утвердити домінування, іноді усвідомлюючи наслідки. При цьому на відмову та/або критику від одержувачки часто реагують образливою та агресивною поведінкою, оскільки одержувачка компенсує різницю в силі критичною відповіддю, що не підтверджує домінування чи маскулінність відправника.
Дікпікер може очікувати, що одержувачки(-чі) будуть схвильовані або вражені зображенням пеніса чи просто сміливістю жесту. Деякі відправники кажуть, що шукають захоплення їх мужністю або сприймають цей вчинок як тактику флірту.
На думку дослідників, з еволюційних причин чоловіки схильні переоцінювати сексуальний інтерес жінок до них, а жінки — навпаки. Це може посприяти тому, що чоловіки очікують позитивного відгуку, сексуального збудження та подібного зображення у відповідь.  За дослідженням австралійської психологині Андреа Волінг (2017), дікпіки — це примітивний спосіб зацікавити співрозмовницю(-ка), завести знайомство та показати свої наміри. Опитування чоловіків, які надсилали дікпіки, показують, що більшість із них очікували отримати інтимні фотографії у відповідь.
Мотиви надсилання фото свого пеніса, названі чоловіками, що робили це (з опитування в США 2019 року):
- сподіваючись отримати подібну картинку у відповідь (44 %);
- пошук партнерки (33 %), сподіваючись збудити одержувачку або вважаючи, що це нормальний спосіб флірту;
- знайти особисте сексуальне збудження в акті ексгібіціонізму (27 %);
- відчуття влади та контролю (9 %);
- отримання задоволення від образ, які, ймовірно, послідують (8 %);
- робота з невирішеними конфліктами з дитинства (6 %);
- ображати або бентежити одержувачку (6 %).[12]Фото пенісів також можуть бути формою інтернет-тролінгу. Наприклад, незнайомі користувачі надсилали дівчатам дікпіки після їх відмови зустрітися або інгорування привітання.[7]

## Поширеність
За опитуванням у США 2016 року, 49 % жінкам надсилали принаймні одну фотографію чоловічих статевих органів. За опитуванням наприкінці 2017, 78 % жінок від 18 до 34 років і 69 % жінок від 35 до 54 років отримали принаймні одне фото члена без попередньої згоди. 17 % чоловіків зізналися, що надсилали небажане зображення геніталій. Згідно з оцінкою 2019 року в США, 27 % молодих дорослих чоловіків надсилали такі небажані фото. 
У 2019 році у Франції, за словами колишнього директора Ovidie, майже всім старшокласницям надсилали дікпіки через соціальні мережі, особливо через Snapchat; постать ексгібіціоніста адаптувалася до нових технологій, щоб шокувати та встановити форму панування. За опитуванням IFOP від жовтня 2018 року, 42 % жінкам, які користуються сайтами знайомств, надсилали там дікпік, цей показник зростає до 63 % для молодих жінок від 18 до 24 років.

## Реакція

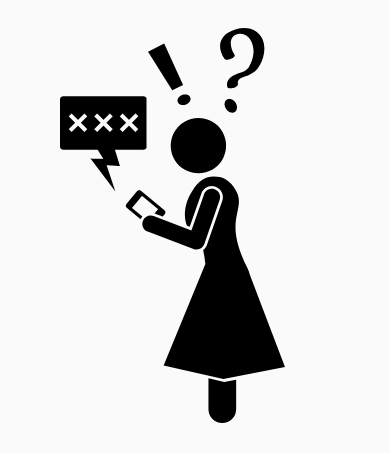
Напад через сексистське повідомлення

Переважна більшість потерпілих сприймають непрохані дікпіки як надзвичайно образливі. При цьому негативні реакції (часто гнів або відраза) не обов'язково мотивуються фотографією чи самим пенісом, а скоріше небажаністю цих дій. Лише 7,5 % гетеросексуальних жінок і 12 % бісексуальних жінок повідомили, що відчували збудження від принаймні одного небажано отриманого дікпіка.
Навпаки, чоловіки-геї чи бісексуали, які отримували небажані фалічні образи, сприймали їх позитивно частіше за інші демографічні групи (більше половини цих чоловіків в одному дослідженні). 44 % чоловіків, які практикують секс з чоловіками повідомили, що їх «розважили», а 41 % відчули «цікавість» після отримання дікпіка. 25 % ЧСЧ повідомили про негативну реакцію.
У американському дослідженні 2020 року 2045 жінок і 298 бісексуалів(-ок) і геїв запитали про отримання небажаних фотографій пеніса та їхній досвід роботи з ними. З тих, кому коли-небудь надсилали фото члена (49,6 % жінок і 80,5 % чоловіків), понад 90 % також надсилаи непроханий дікпік. Жінки, незалежно від їх сексуальної орієнтації, реагували переважно негативно, включаючи почуття огиди (50 %) і неповаги (46 %). Лише 26 % жінок сказали, що позитивно реагують на непрохані фото члена. 7,6 % жінок (7,5 % для гетеросексуальних і 11,9 % для бісексуальних жінок) повідомили, що відчували сексуальне збудження. Серед чоловіків 71 % сказали, що позитивно реагують на небажані фото пеніса. «Розважається» (44 %) і «цікаво» (40,6 %) були найбільш обраними варіантами, 33,6 % повідомили, що відчували сексуальне збудження. 25 % чоловіків вказали, що негативно реагували на непрохані фото члена. Це дослідження також виявило, що молоді жінки та жінки, які зазнали небажаних дій від чоловіків, частіше негативно реагували на дікпіки.

## Боротьба та запобігання

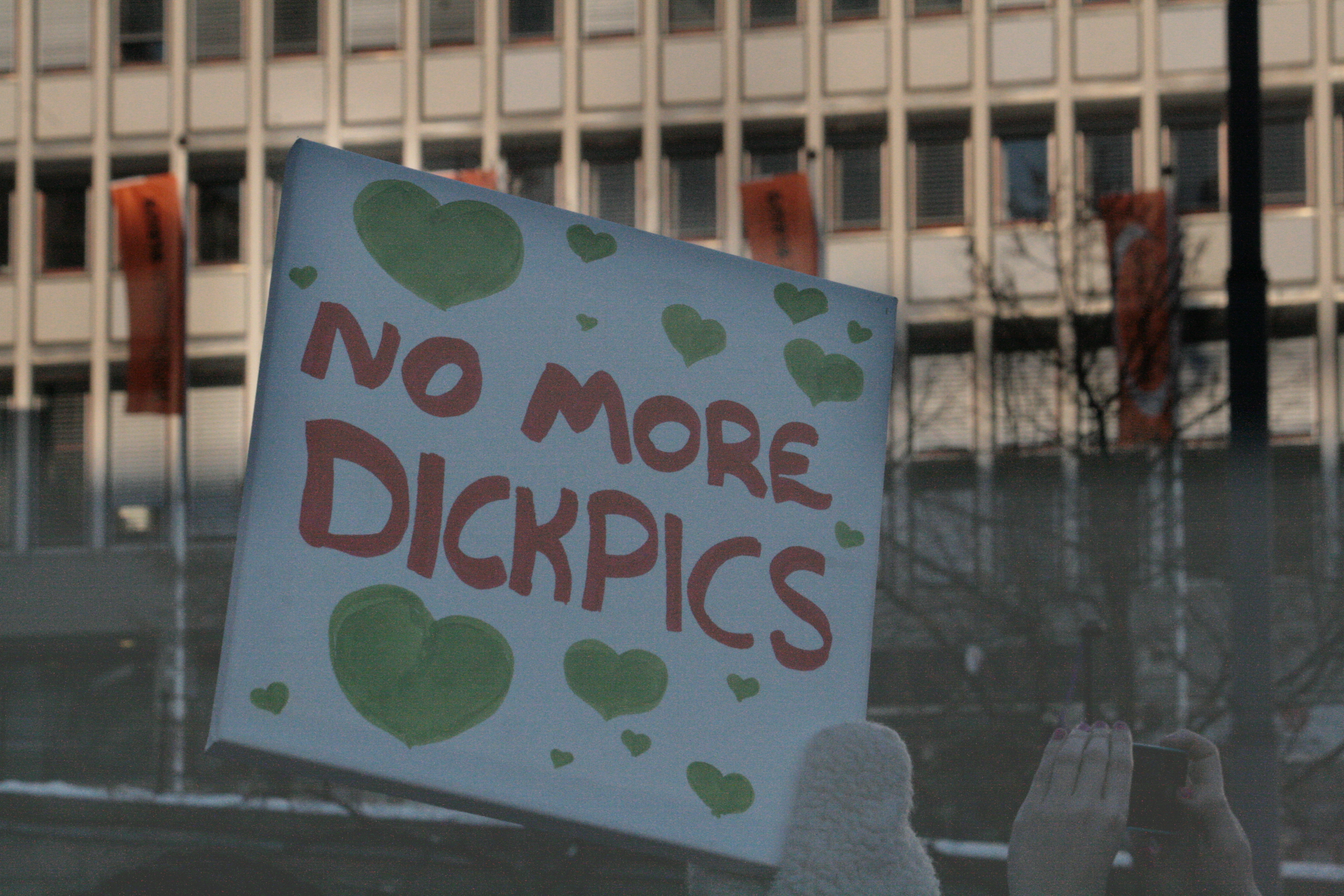
«Більше жодних дікпіків», Жіночий марш в Осло, 2018 рік

Єдиного алгоритму заборони чи боротьби з цією формою сексуального насильства не існує.
У багатьох соцмережах заборонено публікувати порнографічні матеріали, але заборона не стосується приватних повідомлень. Можна надіслати скаргу на користувача в службу технічної підтримки, але в цьому випадку санкції будуть застосовані вже після отримання дікпіку. Крім того, користувач може створити новий обліковий запис і продовжувати надсилати дікпіки звідти.
Жінки також вирішують проблему самостійно. Частина відповідають образами або надсилають зображення пенісів інших людей у відповідь. У соцмережах є сторінки, які висміюють дікпікерів — збирають дотепні відгуки на дікпіки чи інші неприйнятні спроби знайомства. Однак в деяких випадках дікпікери якраз домагаються еротичного приниження у відповідь. Рідше, але доволі ефективно, отримувачки дікпіків оприлюднюють переписку з дікпікером серед його оточення, інформуючи його родину, працедавців чи широку публіку про його домагання.
З технічних рішень зафіксована спроба створити спеціальну програму Twitter, яка фільтрує дікпіки. За деякими даними, Meta розробляє алгоритм, який дозволить відразу блокувати і видаляти повідомлення інтимного характеру за допомогою технології розпізнавання фотографій. Однак поки цей метод поки не є достатньо ефективним.
У 2018 році в США запропонований законопроєкт, який передбачає штраф за непристойну поведінку в Інтернеті.

### Покарані за дікпік-гарасмент
Принаймні два політики визнані винними в надсиланні дікпіків: 
- колишній конгресмен та кандидат в мери Нью-Йорка Ентоні Вінер, засуджений в 2017 році до 21 місяця в'язниці за надсилання сексуальних фотографій жінкам у період з 2011 по 2013 роки, включно з однією неповнолітньою,[30]
- мер Гавра Люк Лемоньє, змушений піти у відставку в 2019 році після повідомлень від кількох жінок, що він надсилав їм такі зображення з 2011 року.[31]

Завдяки популярній програмі BOOS: This is The Voice у січні 2022 року небажані дікпіки привернули велику увагу в Нідерландах. Через місяць Марк Овермарс пішов у відставку з посади директора з питань футболу в «Аяксі» через схожі звинувачення, включно з надсиланням дікпіків.